# Últimas tardes con Teresa
Últimas tardes con Teresa es una novela del escritor español Juan Marsé publicada en 1966 por la editorial Seix Barral, con la cual obtuvo el premio Biblioteca Breve de novela 1965. 
Ambientada en una Barcelona de ricos burgueses y de marginados, relata la amistad entre una joven universitaria, burguesa y falsamente rebelde, y un seductor ladrón de motos que se hace pasar por obrero militante revolucionario. Consta de veinticinco capítulos agrupados en tres partes que cuentan sendos encuentros del Pijoaparte (apodo de Manolo Reyes) con Maruja y con Teresa, el idilio entre Manolo y Teresa, nacido de un accidente que sufre Maruja, y el relato efectivo de las tardes del título del libro.
El lenguaje empleado refleja la jerga de los barrios. Usa palabras y frases en catalán con el propósito de verosimilitud. También hay alguna que otra palabra en francés y en inglés.

## Argumento
La novela narra los amores de Manolo, más conocido como Pijoaparte, charnego, típico exponente de las clases bajas marginadas cuya mayor aspiración es conseguir seducir a Teresa, una bella muchacha rubia, universitaria  e hija de la alta burguesía catalana. 
La historia empieza cuando el Pijoaparte llega al barrio de los ricos, San Gervasio, sobre una moto robada y con un flamante traje bien planchado, y se sienta en un coche estacionado delante de la entrada de una fiesta para jóvenes estudiantes, enciende un pitillo y espera que alguna chica se fije en él. Al ver que esto no ocurre, entra y allí conoce a una chica, Maruja. Tiene una aventura con ella, pero cuando descubre que en su habitación hay colgados delantales, se da cuenta de que no es burguesa sino una criada, la despierta y abofetea en la cara, sin que ella haga nada para defenderse, como si ya estuviera acostumbrada a ese trato. El Pijoaparte piensa que saliendo con ella conseguirá atraer a su dueña, Teresa, una universitaria conflictiva, rubia e hija de padres burgueses y ricos. 
Maruja cae enferma, y esto enciende la chispa del amor entre el Pijoaparte y Teresa. Ella sustituye como su "líder espiritual" a Luis Trías de Giralt (líder estudiantil con el que previamente a intimar con Teresa había tenido una insatisfactoria experiencia sexual) por Manolo. Maruja muere. En ese momento podemos comprender como realmente ambos personajes han llegado a estar profundamente enamorados el uno del otro, y como al mismo tiempo todo se viene abajo.

## Tiempo y espacio de la obra
Predomina la narración lineal en orden cronológico aunque abundan las analepsis para volver a la niñez de los personajes que componen la trama o para reconstruir hechos importantes. De esta forma, llegamos a conocer de forma profunda al protagonista.
La acción dura un año y tres meses, con un corto episodio de dos años después. Se desarrolla en Barcelona y en la playa de Blanes. Dentro de Barcelona hay dos mundos: el Carmelo, suburbio de clases marginales (obreros, ladrones, prostitutas, delincuentes…) y San Gervasio, un barrio rico, exclusivo, con gente libre pero a la vez lleno de problemas. 
Son dos mundos enfrentados, el de Manolo y el de Teresa, y a través de ellos dos culturas, pues la chica es de origen catalán y él joven es charnego.

## Narrador y estilo
El narrador está en tercera persona con algunos monólogos interiores en primera y, a veces, en segunda persona. 
El narrador en ocasiones nos sugiere datos para crear misterio como todo lo que rodea al que llaman “Cardenal”. Con gran maestría, el novelista nos adelanta a veces el desenlace. 
La voz narradora en tercera persona es la del autor, que interviene constantemente, más cerca de Pijoaparte que de los demás personajes.
La narración en tercera persona no excluye el artificio del perspectivismo para presentar la realidad en diferentes dimensiones. 
Así, la escena primera en que el murciano aparece, sin ser invitado, en una fiesta particular del barrio San Gervasio, se presenta desde el punto de vista de Manolo, más tarde con la visión de Teresa y, por último, ante la perspectiva de Maruja. 
Otras escenas son proyecciones de la fantasía de sus personajes. Por ejemplo, la visita narrada en detalle de Manolo a la alcoba de Teresa en la villa de sus padres ocupa casi siete páginas, al cabo de las cuales nos enteramos de que no hubo tal visita, que sólo hemos asistido a una febril aventura soñada, producto de la exaltada imaginación del joven.

## Personajes
Tres personajes, cuyas vidas están enlazadas por el azar, encarnan los dos universos antagónicos. Manolo, Teresa, Luis y Maruja, criaturas creadas por Marsé para caricaturizar esos dos mundos. El esquema de los personajes es Teresa-Maruja; Luis-Manolo, paralelismo buscado entre personajes de clases sociales diferentes para contrastarlos. Manolo y Luis son, durante cierto tiempo cada uno, novios y al cabo fracasados amantes de Teresa. Manolo y Teresa, por su parte, sostienen semejanzas psicológicas entre sí, pues mientras Manolo perseguirá siempre la imagen dulce de la pequeña turista francesa, Teresa hará otro tanto con la del golfillo conspirador de extraña fuerza. 
- Maruja. Hija de campesinos llamados Pepa y José, pobres, que viene a la ciudad para servir como criada a los señores Serrat. Humilde, aparentemente simple, resignada, agradecida a Dios por la pequeña porción de felicidad que se le ofrecía, el afecto de Teresa y su aventura con Manolo. Para Manolo, Maruja presenta siempre un aire de desesperación que lo desorienta y le provoca sentimientos encontrados. Le hace sentir un cierto desprecio hacia ella en un principio, una repulsión hacia su necesidad de amor.
- Manolo. También llamado Pijoaparte, es hermoso y fuerte, embustero, enamoradizo, movido por el instinto y la imaginación, más que por la inteligencia. De su tierra de Ronda (Málaga) se fue a Barcelona a casa de su hermano mayor y se hizo ladrón bajo la protección del Cardenal. Su mundo interior es bastante complejo aunque su figura sea más caracterizada por la apariencia. Profundamente afectado por un episodio ocurrido en su infancia con una niña francesa, busca siempre la aceptación por parte de aquellas clases que él considera privilegiadas y superiores. Podemos comprobar esto en los numerosos escenarios que él construye en su mente, escenas en que él desenvuelve el papel de héroe y recibe, además del afecto (casi siempre erótico) de la damisela en apuros a la que sin falta él socorre, la aprobación de alguna figura que él vislumbra autoritaria y digna de respeto. Manolo se fija en Teresa desde la primera vez que la ve en una fiesta en la que él se cuela sin ser invitado, y por caprichos del azar, acaba liado con Maruja, que es casualmente parte del servicio en la villa de la acomodada familia de Teresa. En un principio, después de que Maruja cae en un profundo coma, Manolo tiene cierta curiosidad en Teresa, un interés provocado por la clase social a la que ella pertenece. Más tarde, se va revelando la auténtica naturaleza de sus sentimientos hacia Teresa en los monólogos internos del charnego. Trata de no dejarlos aflorar demasiado en un principio puesto que él mismo no reconoce que está enamorándose de Teresa. Cuando ella empieza a hacer evidente su interés hacia él, Manolo deja entrever su fondo sensible y bueno tras su fachada.
- Teresa. Se sintió atraída hacia el murciano porque buscaba una aventura arriesgada, quería “desembarazarse” de su virginidad. Para ella, el amor era una tontería y prefería el deseo. Y por ello elige al Pijoaparte, con “nostalgia de arrabal” y obsesión de conspiraciones obreras.

## Adaptaciones cinematográficas
La obra fue llevada al cine en 1984 por Gonzalo Herralde: Últimas tardes con Teresa.
- Intérpretes: Maribel Martín, Ángel Alcázar, Patricia Adriani, Cristina Marsillach, Guillermo Montesinos, Juanjo Puigcorbé, Josep Minguell, Alfred Lucchetti, Àngel Jové, Marta Molins, José Manuel Cervino, Mónica Randall, José Bódalo, Alberto Closas, Charo López, Antonio Agustí, Assumpta Almirall, José Luis Amposta, Miguel Avilés, Pep Ballester, Damià Barbany, Joan Bahr, Anna Briansó, Eduardo Briones, Damián Contreras, Enric Cusí, Joan Dalmau, Valentín Fernández, Francisco Gázquez, José María Huertas, María del Carmen Hurtado, Tito Lucchetti, Joaquín Martí, Carlos Martos, Alex Masllorens, Enrique Montforte, Daniel Muntaner, Marcel Muntaner, Carmen Pérez, Marina Porqueras, María del Carmen Porqueras, Cristina Poch, Eulalia Ramón, Isabel Salisachs, Silvia Solar, Josefa Tubau, Jordi Turó, Isaac Uría, Eduardo García Montes

En Colombia, la programadora RTI la llevó a la pantalla chica en el espacio «El cuento del domingo» (198?), protagonizada por Nelly Moreno, Sebastián Ospina y Adelaida Nieto y dirigida por Jorge Alí Triana. Eran los años ochenta y se insinuaban escenas con una moderada carga de erotismo no muy usual para este espacio.